# Geraint Watkins
Geraint Meurig Vaughan Watkins, född 5 februari 1951, är en walesisk rock and roll-pianist och dragspelare som har spelat med artister som Nick Lowe, Dave Edmunds, Van Morrison, Mark Knopfler, Paul McCartney, Roy St. John och Shakin' Stevens. Han har även givit ut flera album under eget namn. 

## Biografi
Watkins föddes i Abertridwr, nära Caerphilly i Wales. I ungdomen, tidigt 1970-tal, spelade han i Red Beans And Rice och Juice on the Loose. Bandet Red Beans And Rice tilldrog sig tillräcklig uppmärksamhet för att flytta till London för att bygga vidare på karriären. Då bandet upplöstes, spelade Watkins solo på pubar i London och med diverse band, som Southside United (som han spelade in ett album med), the Cable Layers, Klondike Pete and the Huskies og Micky Jupp. Han spelade in ett soloalbum, Geraint Watkins & The Dominators (1979), som producerades av Andy Fairweather Low. Han spelade därefter som studiomusiker för Dr. Feelgood, Rory Gallagher, Andy Fairweather-Low, The Fabulous Thunderbirds, The Blues Band, Box of Frogs, The Stray Cats, Carl Perkins och Eric Clapton.
Under 1980-talet spelade Watkins dragspel och piano med The Balham Alligators, ett band som spelade musik från Louisiana på pubarna i London. Under 1980-talet spelade han i Dave Edmunds band. Mellan 1984 och 1989 spelade Watkins piano och dragspel på fem album med det nederländska bandet Normaal. Han sjöng, spelade piano och dragspel på Klondike Pete and the Huskies-albumet Some of the Fellers  1981, och sedan 2010 på Who Axed You. På senare tid har Watkins spelat med Bill Wyman's Rhythm Kings; och spelat på Nick Lowe-albumen The Impossible Bird (1994), Dig My Mood (1998), The Convincer (2001), Untouched Takeaway (2004) och At My Age (2007); samt Van Morrison-albumen Back on Top (1999), Down the Road (2002), Pay the Devil (2006) och Keep It Simple (2008).
2009 och 2011 turnerade Watkins med Bill Wyman's Rhythm Kings på klaverinstrument och dragspel, och turnerade med Peter Green & Friends som klaverspelare 2010. Watkins turnerade även med Nick Lowe på klaverinstrument.

## Diskografi
- Geraint Watkins & the Dominators (1979)
- Bold as Love (1997)
- Dick Lovejoy's Original Southside United Volume 1 (1998)
- The Official Bootleg (2001)
- The Bootleg after the Bootleg (2001)
- Dial 'W' for Watkins (2004)
- In a Bad Mood (2008)

## Video
- «It's Easy To Say 'Bon Temps Rouler" at youtube.com, from In a Bad Mood, 2008, Gulltop AU79CD002